# Molaridade
Molaridade, concentração molar, concentração em mol/L ou concentração em quantidade de matéria é a razão da quantidade de matéria do soluto (mol) pelo volume de solução (em litros), expressa na unidade mol/L (molar). A molaridade também pode ser expressa em mol/dm3.
A letra usada na representação das fórmulas em português tem sido "M" por muito tempo (o que pode causar confusão com massa molar). Porém a atual recomendação da IUPAC é pela representação com a letra "c".
A solução é formada pelo soluto e o solvente.

## Definição
A concentração molar é geralmente expressa em unidades de moles de soluto por litro de solução. Representa-se geralmente a concentração por M.
{\displaystyle M={\frac {n}{V}}}.
O valor de n representa o número de moles do soluto, o volume da solução é dado por V. Este quociente é dado em mol/L, ou mol/dm3, de modo geral.
A quantidade em moles de um soluto é obtida pela razão da massa do soluto expressa em grama, pela massa molar desse soluto:
{\displaystyle n={\frac {m}{MM}}},
onde {\displaystyle n} é o número de moles; {\displaystyle m}, a massa do soluto e {\displaystyle MM}, a massa molar do soluto.
Juntando as duas fórmulas acima:
{\displaystyle M={\frac {m}{MM\cdot V}}}.

## Unidades
No sistema SI, a molaridade é expressa em mol/m3. Por comodidade, é mais usual o uso de mol/dm3. Convertendo as unidades: 1 mol/m3 = 10−3 mol/L = 10-3 mol/dm3. A unidade mol/L pode ser expressa pela letra M, sendo que 1 mol/L é o mesmo que 1 M.
Algumas unidades usadas são mostradas na tabela:
| Nome       | Abreviatura | Concentração  | Concentração (unidade SI) |
| ---------- | ----------- | ------------- | ------------------------- |
| milimolar  | mM          | 10−3 mol/dm3  | 100 mol/m3                |
| micromolar | μM          | 10−6 mol/dm3  | 10−3 mol/m3               |
| nanomolar  | nM          | 10−9 mol/dm3  | 10−6 mol/m3               |
| picomolar  | pM          | 10−12 mol/dm3 | 10−9 mol/m3               |

## Fração em mols ou fração molar
Fração em moles ou fração molar do soluto, em uma solução, é o quociente de moles do soluto e a quantidade total de moles na solução (soluto + solvente):
{\displaystyle X={\frac {n_{1}}{n_{1}+n_{2}}}},
onde n1 é o soluto e n2, o solvente, em moles.
Assim, por exemplo, se tivermos 2 moles de soluto e 6 moles de solvente, teremos 8 moles no total e diremos que:
- A fração molar do soluto é 2:8 = 0,25.
- A fração molar do solvente é 6:8 = 0,75.

A fração molar não tem unidade, é um valor adimensional e varia entre zero e um (0 < x < 1).
É fácil perceber que, se multiplicarmos n1 e n2 por 100, teremos as percentagens em moles do soluto e do solvente na solução.
Segundo o exemplo dado, teremos: 25% do soluto, em moles, e 75% do solvente em moles.